# Стенхаузмур (футбольний клуб)
«Стенхаузмур» (шотл. Stenhousemuir) — професійний шотландський футбольний клуб з міста Стенхаузмур. Виступає у шотландській Першій лізі як член Шотландської професійної футбольної ліги. Домашні матчі проводить на стадіоні «Охілв'ю Парк», який вміщує 3 746 глядачів.

## Короткі відомості
«Стенхаузмур» був заснований в 1884 році. Клуб вступив в Шотландську футбольну лігу в 1921 році. Команда стабільно виступала у другому дивізіоні, але жодного разу не піднімався у вищий. Найближче до виходу у вищий дивізіон «Стенхаузмур» підходив в сезонах 1958-59 і 1960-61, коли займав третє місце у другому дивізіоні.